# Fantasia/Io ti voglio adesso
Fantasia/Io ti voglio adesso è il tredicesimo singolo dei Matia Bazar, pubblicato nel 1982, che anticipa l'album Berlino, Parigi, Londra (1982).

## Il disco
Mauro Sabbione rimpiazza Piero Cassano alle tastiere.
Una versione di Fantasia cantata da Laura Valente è presente nell'album Radiomatia del 1995.

## Video musicali
Pubblicati e condivisi dallo stesso autore Sabbione tramite YouTube.
- Fantasia: video ufficiale, su YouTube. URL consultato il 25 marzo 2014.
- Fantasia: video Superclassifica Show, su YouTube. URL consultato il 25 marzo 2014.
- Fantasia: live Asiago in notturna sul ghiaccio, su YouTube. URL consultato il 25 marzo 2014.

## Tracce
Lato A
1. Fantasia – 4:19 (testo: Aldo Stellita, Giancarlo Golzi – musica: Carlo Marrale, Antonella Ruggiero)

Lato B
1. Io ti voglio adesso – 5:02 (testo: Aldo Stellita – musica: Piero Cassano)

## Formazione
- Antonella Ruggiero - voce solista, percussioni
- Mauro Sabbione - tastiere
- Carlo Marrale - chitarre, voce
- Aldo Stellita - basso
- Giancarlo Golzi - batteria

## Classifiche
| Classifica (1982) | Posizione raggiunta |
| ----------------- | ------------------- |
| Italia            | 25                  |